# Henk Fraser
Henk Fraser (Paramaribo, Suriname, 1966. július 7. –) válogatott holland labdarúgó, hátvéd, edző.

## Pályafutása

### Klubcsapatban
Az RFC Rotterdam csapatában kezdte a labdarúgást. 1984 és 1986 között a Sparta Rotterdam, 1986 és 1988 között az FC Utrecht, 1988 és 1990 között a Roda labdarúgója volt. 1990-ben szerződött a Feyenoordhoz, ahol kilenc idény át játszott. Két bajnoki címet és négy holland kupa győzelmet ért el a csapattal. Az aktív labdarúgást 1999-ben fejezte be.

### A válogatottban
1989 és 1992 között hat alkalommal szerepelt a holland válogatottban és egy gólt szerzett. Tagja volt az 1990-es olaszországi világbajnokságon részt vevő válogatott keretnek.

### Edzőként
2011 óta a Den Haag csapatánál edző. Kezdetben segédedző volt, 2014 óta az együttes vezetőedzője.

## Sikerei, díjai
Feyenoord
- Holland bajnokság
  - bajnok: 1992–93, 1998–99
- Holland kupa (KNVB beker)
  - győztes: 1991, 1992, 1994, 1995
- Holland szuperkupa
  - győztes: 1991